# Eremobates docolora
Espèce
Eremobates docolora est une espèce de solifuges de la famille des Eremobatidae.

## Distribution
Cette espèce  se rencontre aux États-Unis au Colorado, au Wyoming, au Montana et au Dakota du Nord et au Canada au Saskatchewan, en Alberta et en Colombie-Britannique,,.

## Publication originale
- Brookhart & Muma, 1981 : The pallipes species-group of Eremobates Banks (Solpugida: Arachnida) in the United States. Florida Entomologist, vol. 64, no 2, p. 283-308 (texte intégral).